# قصاب کاشانی
سعید قصاب کاشانی شاعر پارسی‌گوی سدهٔ دوازدهم هجری است.

## زندگی
سعید قصاب کاشانی از شاعران نام‌آور دورهٔ صفویه بود که در سدهٔ یازدهم و دوازدهم قمری می‌زیست. همان‌طور که در تذکره‌ها آمده، تخلص او در شعر «قصاب» بوده و تخلص او با شغل و حرفه او مناسبت داشته. به غیر از قصاب کاشانی، پنج نفر دیگر با این عنوان در تذکرة الشعرا و ماخذ دیگر معرفی شده‌اند که چهار نفر شاعر و یک نفر عارف است از آن جمله‌است: امیر بیک قصاب اصفهانی، قصاب گیلانی، میرزا ابوالحسن یغمای جندقی که غزلیاتی در هجو مطایبه با تخلص قصابیه ساخته، قصاب یزدی، ابوالعباس معروف به قصاب (اهل آمل و از عرفای قرن چهارم.)
در تذکرة المعاصرین حزین لاهیجی آمده سعید قصاب اهل کاشان بود و حرفه‌اش قصابی. وی شعر بسیاری از مردم را حفظ داشت و به مجلس شعرا رفته و در گفتن غزل‌ها با ایشان همراهی می‌کرده‌است. وی معاصر و معاشر صائب تبریزی بود و مکرر اشعار خود را نزد وی می‌خواند و نزد او می‌آموخت. قصاب با آن‌که خط و سواد نداشت دیوان اشعارش را مشتمل بر ۳۰۰۰ بیت گفته‌اند. هرگز در قوافی و استعمال لفظ اشتباه نمی‌کرد و سلیقه‌اش با عدم بضاعت از عهدهٔ ربط کلام و روانی سخن برآمدی. در اواخر عمر ترک پیشهٔ خود کرده ساکن مشهد شده و تا آخر عمر ساکن بود و پس از درگذشت در آن‌جا دفن شد.
در قاموس الاعلام ترکی چاپ ۱۳۱۴ این چنین آمده که از شعرای ایران و اهل کاشان است. به طوری که در تذکره‌های مذکور مطلب دیگری که معرف هویت وی باشد دیده نمی‌شود و از اسلاف و اعقاب وی خبری در دست نیست و خود نیز در اشعارش به امور زندگی اشارتی نکرده. اما آن‌چه جسته و گریخته از بیان او درک می‌شود مردی کاسب و تهیدست و به‌طور قطع و یقین حرفهٔ او قصابی بوده و به همان جهت تخلص خود را «قصاب» قرار داده و در مقاطع بعضی غزل‌ها از حرفهٔ خود مضامین عالی برآورده که از آن جمله‌است:
| قصاب دور دیده ز مژگان شوخ او |  | از هر طرف ز بهر دل ما قناره‌ای‌ست |

از تذکره‌های مختلف مخصوصاً در مقدمهٔ تذکرهٔ حزین لاهیجی تواریخی برای سال درگذشت قصاب ذکر شده که قطع یقین به حقیقت نزدیک نیست زیرا سال درگذشت او را بین پنجاه تا شصت‌سالگی تخمین زده‌اند در حالی که در تذکره‌های دیگر به ذکر این‌که قصاب در کهنسالی به مشهد رفته و سن پیری از این تواریخ ذکر شده بیشتر است و قصاب یقیناً دارای سن بیشتری (۵۰ یا ۶۰ سالگی) بوده‌است که به مشهد سفر کرده و در آن‌جا درگذشته‌است. با این وجود از محل دفن وی چیزی در تذکره‌ها و دیگر جاها دیده نشده‌است ولی آن‌چه را که مسلم است همین‌قدر می‌توان گفت که چندسالی قبل از ۱۱۶۵ که سال تألیف تذکرهٔ حزین است در گذشته‌است.

## آثار
در سال ۱۱۷۶ ق کلیات دیوان او که در حدود هزاروپانصد بیت بود، در کتابخانهٔ احمدشاه، پادشاه دهلی، بوده‌است. در مجموعهٔ دیوان‌های مجلس، حدود هشت‌صد بیت از غزلیات او (از ردیف الف تا د) موجود است. «دیوان اشعار» وی برای اولین‌بار در ۱۳۳۸ ش با تصحیح و مقدمهٔ پرتو بیضائی به چاپ رسید.
دیوان او تاکنون با پنج تصحیح منتشر شده‌است:
- حسین پرتو بیضایی، تهران: انتشارات ابن‌سینا، ۱۳۳۸.[۶]
- محمد عباسی، تهران: مؤسسه خدمات چاپ، ۱۳۶۲.[۷]
- غلامحسین جواهری (وجدی)، تهران: انتشارات سنایی، ۱۳۶۳.[۸]
- احمد کرمی، تهران: انتشارات ما، ۱۳۷۹.[۹]
- حسن عاطفی، کاشان، انتشارات ارمغان ادب، ۱۳۹۹.

## پی‌نوشت
1. ↑  فرخ‌یار، مشاهیر کاشان.
2. ↑  فرخ‌یار، مشاهیر کاشان.
3. ↑  فرخ‌یار، مشاهیر کاشان.
4. ↑  فرخ‌یار، مشاهیر کاشان.
5. ↑  سعید - سعیدا قصاب کاشانی.
6. ↑  قصاب کاشانی، دیوان قصاب کاشانی.
7. ↑  قصاب کاشانی، دیوان قصاب کاشانی.
8. ↑  قصاب کاشانی، دیوان قصاب کاشانی.
9. ↑  قصاب کاشانی، دیوان قصاب کاشانی.